# Wirgin
Die Wiesbadener Wirgin Kamerawerke stellten von 1924 bis 1971 diverse Kameramodelle her, die auch unter anderen Namen vermarktet wurden. Das Unternehmen wurde von den Gebrüdern Wirgin gegründet. 1938 wurde das Unternehmen vom deutschen Staat beschlagnahmt und im Rahmen der „Arisierung“ an die Dr. C Schleussner Fotowerke verkauft, da die Gebrüder Wirgin jüdischer Herkunft waren.
1945 fand eine freiwillige Rückübertragung an die alten Besitzer statt, und die Kameraproduktion wurde wieder aufgenommen.
1961 übernahm das Unternehmen die Produktion des Bayreuther Fotoapparateherstellers Franka.
1968 wurden die Kamerawerke Gebrüder Wirgin in eine GmbH umgewandelt. Die Edixa GmbH führte die Kameraproduktion fort. Allerdings musste 1971 die Produktion eingestellt und ein Vergleich angemeldet werden. Die Modelle waren nicht konkurrenzfähig gegenüber der in den 1960er und 1970er Jahren aufkommenden japanischen Konkurrenz (beispielsweise Konica und Pentax), da Wirgin die Investition in ein neues Kameragehäuse nicht mehr wagen wollte. Das Edixa-Gehäuse von 1954 und insbesondere die Verschlusseinstellung konnten nicht für ein modernes System (Belichtungsmessung durch das Objektiv mit Koppelung der Blenden und Zeiteinstellung) angepasst werden.
Heinrich (Henry) Wirgin starb am 1. März 1989 90-jährig in Wiesbaden.
Teile der ehemaligen Belegschaft machten sich dann in Wiesbaden selbständig und gründeten die Firma Kameraservice Helmut Lauer, die als Kameraservice Helmut Lauer GmbH in Hochheim / Massenheim ansässig war. 2009 wurde die Liquidation beantragt.

## Modelle (Auswahl)

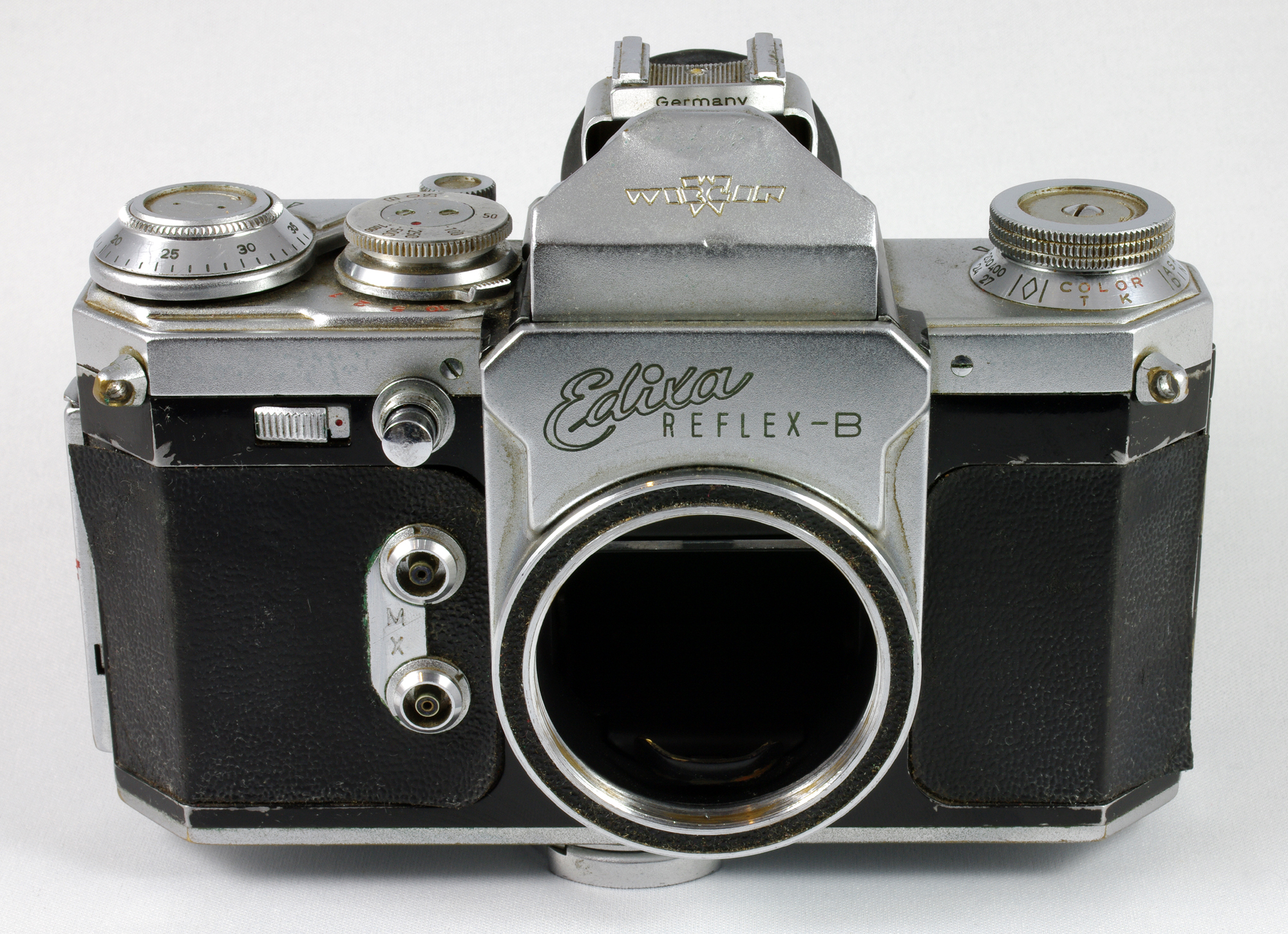
Edixa Reflex-B, KB-Spiegelreflexkamera mit Wechselsucher (hier: Prismensucher; weitere Fotos in der Bildbeschreibung)

- Philos Laufboden-Plattenkamera, Holzgehäuse für Filmplatten oder 120er Rollfilm, Format 6 × 9 cm, 1924
- Gewirette und Reporter, sehr kompakte Sucherkameras mit versenkbarem Objektivtubus, für Rollfilm vom Typ 127
- Edinex, eine Reihe besonders kompakter Sucherkameras für 35-mm-Film
- Edixa, ursprünglich Edina (Namensänderung wegen Namensnähe zu Kodaks Retina), eine Reihe von Sucherkameras für 35-mm-Film, die markantesten Modelle mit der dem natürlichen Sehfeld entsprechenden Brennweite 43 mm
- Edixa Electronica SLR mit automatischer Belichtungssteuerung (bereits in den 1960er-Jahren von Heinz Waaske entwickelt)
- Edixa Reflex, Modelle mit Wechselsucher, zum Teil Langzeitenwerke (9 s – 1/1000 s), letzte Modelle mit integriertem Nachführbelichtungsmesser, M42-Anschluss. Die Edixa Reflex-Modelle waren ebenfalls eine Waaske-Entwicklung von 1954. Sie waren der große Durchbruch für Wirgin.
- Edixa 16 Kleinstbildkamera für 16-mm-Film von Waaske.
- Edixa Electronica TL. Letzter Versuch im Jahr 1971 mit einer neu konstruierten Kamera (SLR mit elektronischem Verschluss von Prontor).
- Edixa Stereo III. Stereokamera für Kleinbildfilm Format 24 × 22 mm. Objektive Steinheil Cassar 1:3,5/35 mm. Gekoppelter Entfernungsmesser und eingebauter Belichtungsmesser Metrophot nicht gekoppelt. Baujahr vermutlich 1957. Diverse weitere Stereokameras mit unterschiedlicher Ausstattung.